# UBR5
UBR5 (انگلیسی: UBR5) یا پروتئین لیگاز یوبیکیتون ای ۳ نام آنزیمی است که در انسان توسط ژن «UBR5» کد می‌شود.
این ژن بر روی بازوی بلند کروموزوم ۸ قرار دارد و به‌طور بالقوه در تنظیمِ تکثیر و تمایز سلولی نقش دارد. در برخی از سرطان‌ها، این ژن آسیب می‌بیند.